# Vitalij Eremeev
Vitalij Mikhailovič Eremeev (in russo Вита́лий Миха́йлович Ереме́ев?; 23 settembre 1975) è un ex hockeista su ghiaccio kazako.

## Palmarès

### Giochi asiatici invernali
- 1 medaglia:
  - 1 oro (Astana-Almaty 2011)